# Markus Weinzierl
Markus Weinzierl (Straubing, 28 december 1974) is een Duits voormalig voetballer en voetbalcoach. 

## Carrière
Weinzierl was als speler onder meer actief bij Bayern München, maar beëindigde zijn carrière in 2004 bij SSV Jahn Regensburg, waar hij drie jaar later assistent-trainer werd. Na één seizoen in de luwte werd Weinzierl op 24 november 2008 hoofdcoach van de club. In de vier jaar dat hij bij Jahn Regensburg werkte, speelde de club telkens in de 3. Liga, maar in 2012 wist de club met een derde plaats te promoveren naar de 2. Bundesliga.
Na de promotie werd Weinzierl op 17 mei 2012 aangesteld als trainer bij FC Augsburg. Dat speelde in het voorgaande jaar voor het eerst in de clubhistorie in de Bundesliga. Hij volgde de Nederlander Jos Luhukay op. Weinzierl hield Augsburg ook in de volgende vier seizoenen op het hoogste niveau, door middel van achtereenvolgens een vijftiende, achtste, vijfde en twaalfde plaats. De vijfde plaats in 2014/15 betekende bovendien voor het eerst in de clubhistorie deelname aan Europees voetbal, in de UEFA Europa League 2015/16.
Weinzierl werd in juni 2016 aangesteld als trainer van FC Schalke 04, waar hij André Breitenreiter opvolgde. Hij eindigde op de tiende plaats met Schalke in het seizoen 2016/17. Na afloop van het seizoen, op 9 juni 2017, werd hij ontslagen. Tussen 2018 en 2019 was Weinzierl hoofdtrainer van VfB Stuttgart.
Op 26 april 2021 volgde hij Heiko Herrlich op als trainer van FC Augsburg dat op plaats 13 in de Bundesliga stond.